# Friendship (Oklahoma)
Friendship – miasto w Stanach Zjednoczonych, w stanie Oklahoma, w hrabstwie Jackson.